# Parafia Matki Bożej Różańcowej w Sławatyczach
Parafia Matki Bożej Różańcowej w Sławatyczach – parafia rzymskokatolicka w Sławatyczach.
Parafia erygowana w 1761. Kościół parafialny murowany, wybudowany w latach 1913–1919, staraniem ks. Józefa Mazurkiewicza. Mieści się przy ulicy Kraszewskiego.
Wierni parafii zamieszkują: Krzywowólkę, Kuzawka-Kolonię, Lisznę, Mościce Dolne, Omszanną, Sajówkę, Sławatycze, Zańków, Zofijówkę (Lipinki).